# جون كرومبتون يمز
جون كرومبتون يمز (بالإنجليزية: John Crompton Weems)‏ (و. 1778 – 1862 م) هو سياسي من الولايات المتحدة الأمريكية .
وهو عضو في الحزب الديمقراطي الأمريكي .